# Neve Campbell
Neve Adrienne Campbell (Guelph, 3. listopada 1973.) kanadska je kazališna i filmska glumica.

## Životopis
Rođena je u gradu Guelph, Ontario. Majka Marnie je Nizozemka, psihologinja i instruktorica joge, a otac Gerry je Škot koji je doselio u Kanadu. Roditelji su joj se razveli kad je imala samo dvije godine. Ima braću Alexa i Christiana. Odrasla je s ocem, ali je redovito posjećivala i majku.
U devetoj godini počela je plesati balet, i u tome je bila uspješna, ali u petnaestoj odustaje zbog brojnih ozljeda. Kasnije prelazi na glumu i dobiva uloge u školskim predstavama.
Do sada je ostvarila dvadesetak filmskih uloga, a najpoznatiji su joj trilogija Vrisak, Umijeće i Divlja igra. Iako joj u ugovoru piše da ne snima golotinju, ipak je snimila scenu za film Kad ću biti voljena.
Godine 2008. snimila je mini seriju Burn Up zajedno s Bradleyem Whitfordom i Rupertom Penryem-Jonesom.
Godine 2009. počela je snimati seriju The Philanthropist za NBC.
Tekstopisac Kevin Williamson, 1. travnja 2010. godine, potvrdio je da će Neve glumiti u četvrtom nastavku Vriska. Za film Vrisak dobila je nagradu Saturn.
Udavala se dva puta, ali nema djece. Njen mlađi polubrat Damien ima Touretteov sindrom, pa se ona angažirala oko tog pitanja.